# 自己リン酸化
自己リン酸化（じこリンさんか、英: autophosphorylation）は、タンパク質の翻訳後修飾の1つである。一般的には、プロテインキナーゼによるキナーゼ自身のリン酸化として定義される。真核生物では、この過程はプロテインキナーゼ内のセリン、スレオニンまたはチロシン残基へのリン酸基の付加によって行われ、通常は触媒活性を調節するものである。自己リン酸化はキナーゼ自身の活性部位がリン酸化反応を触媒する場合（シス自己リン酸化）と、同種の他のキナーゼが活性部位を提供して反応が行われる場合（トランス自己リン酸化）がある。後者は多くの場合、キナーゼ分子が二量体化した時に行われる。一般的に、キナーゼに導入されるリン酸基はヌクレオシド三リン酸のγ-リン酸基であり、最も多いのはATP由来のものである。

## 機能
プロテインキナーゼは細胞増殖、分化、代謝、遊走、生存の制御に重要であるが、その多くは自己リン酸化によって調節される。プロテインキナーゼやその活性化因子や抑制因子をコードする遺伝子の変異は、個体内のさまざまな機能に影響を与える場合がある。リン酸化修飾はホスファターゼによって除去することができる。そのため、キナーゼ活性の「オン」と「オフ」の切り替えの効率的な方法であり、細胞のシグナル伝達に必要不可欠な過程であると認識されている。負に帯電したリン酸基の付加は微小環境に変化をもたらし、他の残基や分子の誘引や反発を引き起こす可能性がある。その結果、コンフォメーション変化によって触媒部位やアロステリック部位が表面に露出したり、または内部へと隠されたりする。リン酸化残基が触媒部位に存在する場合、電荷相互作用によって基質の結合を促進したり妨げたりし、また分子認識に必要な相補的な形状を提供したり認識を妨げたりする。さらに、リン酸基は水素結合や塩橋が形成されうる領域を作り出す。後者では一般的にリン酸化残基とアルギニン残基との相互作用が関与する。リン酸化残基がアロステリック部位の一部を構成している場合、エフェクター分子の結合にも同じような影響が生じる可能性がある。また、自己リン酸化は細胞のエンドサイトーシスやタンパク質分解の能力に影響を与えることも報告されている。

## 過程と構造
プロテインキナーゼはセリン/スレオニン残基をリン酸化する場合と、チロシン残基のみをリン酸化する場合がある。このことに基づいて、プロテインキナーゼはセリン/スレオニンキナーゼとチロシンキナーゼに分類される。複数の残基が同時に自己リン酸化されることもある。リン酸化が行われる残基は、「活性化ループ」（activation loop）と呼ばれるタンパク質構造内のループに存在することが多い。プロテインキナーゼの結晶からいくつかの自己リン酸化複合体の構造が知られており、既知のペプチド基質/キナーゼ構造と同じように、結晶中の1つの単量体のリン酸化部位（セリン、スレオニン、またはチロシン）が結晶中の他の単量体の活性部位に位置している。既知の構造には次のようなものがある。
- 膜近傍領域のチロシンのリン酸化
  - ヒトcKIT Tyr568 PDB: 1PKG[5]
  - ヒトCSF1R（英語版） Tyr561 PDB: 3LCD（cKIT部位と相同）[4][6]
  - ヒトEPHA2（英語版） Tyr594 PDB: 4PDO（cKIT、CSF1R部位の2残基後）[4]
- キナーゼ挿入領域のチロシンのリン酸化
  - ヒトFGFR1 Tyr583 PDB: 3GQI[7]
  - ヒトFGFR3（英語版） Tyr577 PDB: 4K33（FGFR1部位と相同）[4][8]
- 活性化ループのチロシンのリン酸化
  - ヒトIGF1R Tyr1165 PDB: 3D94[9]
  - ヒトIGF1R Tyr1166 PDB: 3LVP[4][10]
  - ヒトLck（英語版） Tyr394 PDB: 2PL0（IGF1R Tyr1165部位と相同）[4][11]
- 活性化ループのセリン/スレオニンのリン酸化
  - ヒトPAK1 Thr423 PDB: 3Q4Z、4O0R、4O0T、4P90、4ZLO、4ZY4、4ZY5、4ZY6、5DEY（基質である活性化ループの完全な座標は4ZY4と4ZY5で見ることができる）[4][12][13][14][15]
  - ヒトIRAK4（英語版） Thr345 PDB: 4U97、4U9A[16]
- N末端またはC末端テールのセリン/スレオニンのリン酸化
  - 線虫CaMKII C末端テール Thr284 PDB: 3KK8、3KK9[17]
  - ヒトCaMKII C末端テール Thr287 PDB: 2WEL（線虫の部位と相同）[18]
  - ヒトCLK2（英語版） N末端テール Ser142 PDB: 3NR9[4]

## シグナル伝達経路とトランス自己リン酸化
さまざな分子の中でも、受容体型チロシンキナーゼ（RTK）は広範なシグナル伝達経路においてシグナル伝達に重要な役割を果たす。全てのRTKは細胞外のリガンド結合領域、1本の膜貫通ヘリックス、細胞内領域（チロシンキナーゼドメイン）を持つ。大部分のRTKは、リガンド刺激を受ける前は細胞表面に単量体として存在し、細胞外ドメインへのリガンドの結合によって二量体化が誘導される。RTKの二量体化は二量体の触媒コアに位置するチロシンの自己リン酸化を引き起こし、最終的にはチロシンキナーゼ活性の刺激と細胞シグナル伝達を引き起こす。これはトランス自己リン酸化反応の一例であり、二量体の一方の受容体サブユニットが他方のサブユニットをリン酸化する。

### 自己リン酸化が行われる受容体型チロシンキナーゼの例

#### 上皮成長因子受容体
自己リン酸化が行われるRTKの例としては、上皮成長因子受容体（EGFR）が挙げられる。EGFRは最初に発見されたRTKである。リガンドの結合後、EGFR単量体にはコンフォメーション変化が生じ、それによって二量体化が引き起こされる。二量体化によって2つの受容体が近接することでキナーゼ活性が刺激され、分子のC末端の複数のチロシン残基へのトランス自己リン酸化が引き起こされる。リン酸化されたチロシン残基はその後、下流のシグナル伝達タンパク質のドッキング部位として機能する。

#### インスリン受容体
他の例としては、インスリン受容体へのインスリンの結合が挙げられる。血中に放出されたインスリンは、筋肉や他の組織の細胞表面の受容体に結合する。この受容体は(αβ)2型の四次構造を持つタンパク質である。2つの大きなαサブユニットは細胞外に位置するが、小さなβサブユニットには細胞外ドメイン、膜貫通ドメイン、細胞内ドメインが存在する。インスリンが存在しない場合、βサブユニットの2つの細胞内ドメインは比較的離れた位置にある。インスリンの結合によってコンフォメーション変化が引き起こされ、両者が近接する。各βサブユニットの細胞内ドメインは、チロシンキナーゼとして受容体中の結合パートナーをリン酸化する。

## がん

### Srcキナーゼ
Srcファミリーのキナーゼは、活性化状態を維持するために自己リン酸化を利用するタンパク質である。Srcキナーゼは、細胞成長や細胞接着の強度に影響を与えるシグナル伝達経路に関与している。後者の機能は細胞遊走の制御に寄与している。そのため、Srcキナーゼのダウンレギュレーションはがん細胞の成長や浸潤能を亢進させる場合がある。Srcキナーゼの活性はリン酸化とSH2、SH3ドメインを介した分子内相互作用の双方によって調節されている。Srcキナーゼの活性化機構は次のようなものであると考えられている。
1. SrcキナーゼはSH2ドメインがリン酸化チロシンに結合することで不活性型に維持されている。
2. Tyr527の脱リン酸化によって、SH2、SH3ドメインが解放される。
3. その後のTyr416の自己リン酸化によってキナーゼが活性化される。

がんで観察されるSrcキナーゼの恒常的活性化は、Tyr527の欠失や、高親和性リガンドによるSH2、SH3ドメインの置換によってTyr416の恒常的な自己リン酸化が生じている場合がある。

### ATMキナーゼ
セリン/スレオニンキナーゼのPI3K様ファミリーのメンバーであるATMキナーゼは、ゲノムの安定性の維持に重要な役割を果たしている。ゲノムの安定性は、全ての生物の生存において重要な基礎をなしている。ATMはp53、MDM2、CHK2などの標的タンパク質をリン酸化することでその機能を発揮する。ATMの活性化は自己リン酸化によって促進される。不活性なATMは二量体として存在し、一方の単量体のキナーゼドメインは他方の単量体のSer1981を含む内部ドメインを結合しており、そのため細胞内の基質へアクセスすることはできない。DNA損傷に応答して、一方の単量体のキナーゼドメインは他方の単量体のSer1981をリン酸化し、その結果サブユニットが解離してATMが活性化される。活性化されたATMは細胞周期の停止などの一連のイベントを開始し、損傷DNAの修復のための時間を稼ぐことが可能となる。損傷DNAが未修復のままにおかれた場合、細胞死やゲノム不安定性、がんや他の疾患につながる可能性がある。